# Свети Николай (Клисура)
„Свети Николай“ (на гръцки: Αγίου Νικολάου) е православна църква в костурската паланка Клисура (Влахоклисура), Егейска Македония, Гърция, част от Костурската епархия.

## История
Църквата е построена в 1839 година на мястото на по-стар храм и е енорийски храм на Горната махала на Клисура. Опожарена е в 1912 година от турците по време на Балканската война и е възстановена в 1920-1922 година. При пожара изгаря дърворезбованият иконостас. През април 1941 година храмът отново пострадва от германските бомбардировки.

## Описание
Храмът е трикорабна базилика. Стенописите са дело на самоукият зограф Николаос К. Папаянис (1870-1953), който работи и на други места в Македони. В храма са запазени шест потира от XIX век, руски дискос от 1869 година и едно копие, както и 133 ценни икони.